# Los persas

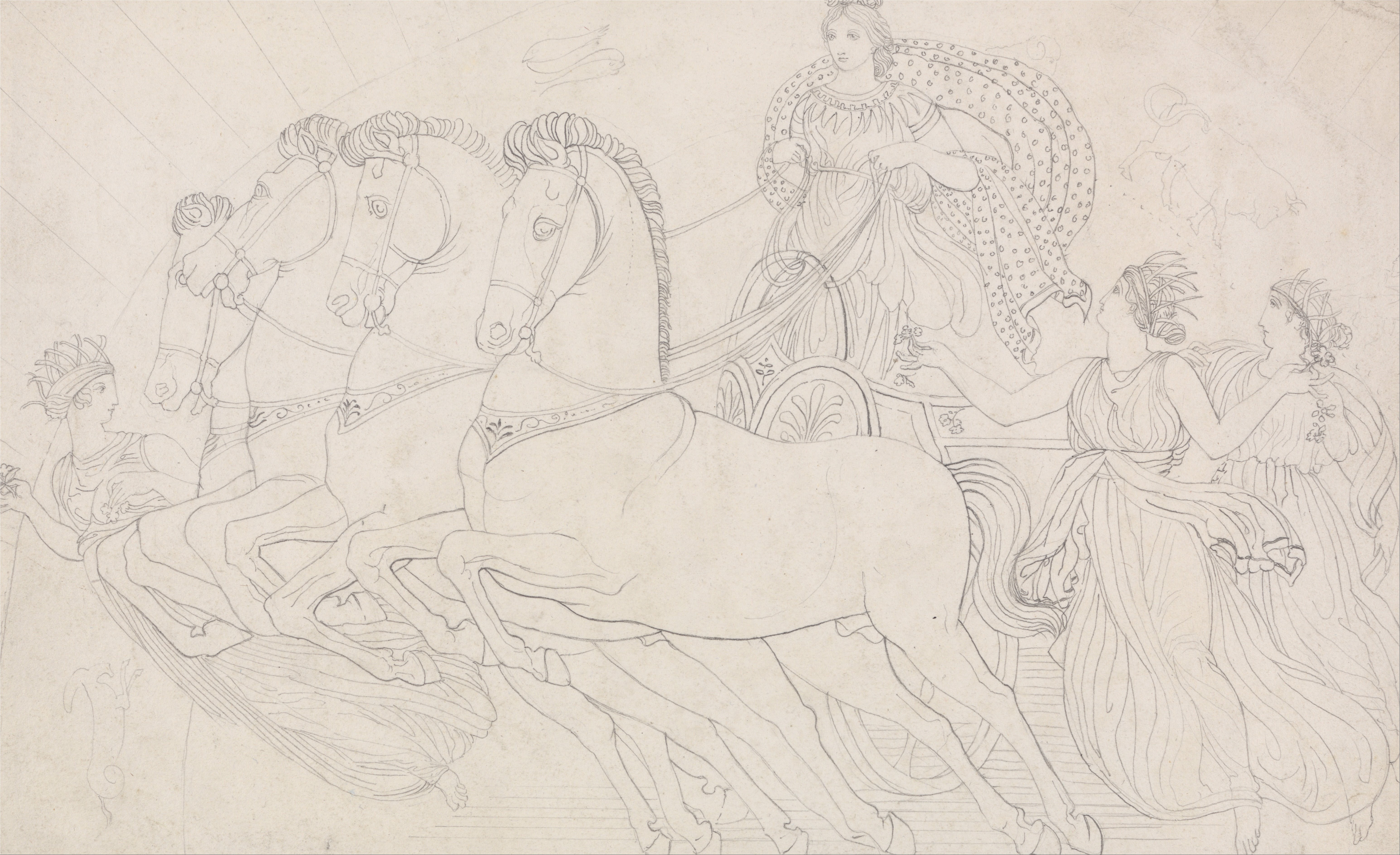
Dibujo de John Flaxman para Los persas: Eos y las Horas.

Los persas (en griego, Πέρσαι) es una tragedia de la Antigua Grecia escrita por Esquilo en el año 472 a. C.
Está ambientada después del triunfo griego en la batalla de Salamina, y el lamento de los persas por la derrota. Los persas es la obra teatral más antigua que se conserva. También destaca por ser la única tragedia griega conservada basada en hechos contemporáneos.
Se produjo en 472 a. C. junto a otras tres obras, que no sobreviven, pero que probablemente se relacionaban también con las guerras médicas. La primera obra, Fineo, se dedicaba aparentemente a la figura mitológica Fineo, quien ayudó a Jasón y los Argonautas a pasar a Asia. Los persas era la segunda parte. La obra destaca especialmente al ser la única tragedia griega que se conserva que se basó en auténticos hechos históricos, básicamente, la batalla de Salamina. Esa batalla tuvo lugar en el año 480 a. C., solo ocho años antes de que se representara Los persas. Esquilo había participado en la batalla, y es muy probable que 
la mayor parte de su público ateniense también participase o se viera afectado directamente por ella. Glauco Potnieo, la tercera parte, parece haber tenido como tema la batalla de Platea de 479 a. C. La cuarta obra, un drama satírico, podía haberse referido a Prometeo, llamada Prometeo Enciendefuego.

## Personajes
- Coro de ancianos
- Atosa
- Un Mensajero
- El Fantasma de Darío
- Jerjes

## Argumento
La obra se ambienta en Susa, capital de Persia. Comienza con la intervención del coro (representando a nobles persas) y de la reina madre Atosa esperando noticias sobre la guerra en la que el rey Jerjes combatía contra los griegos. Ya el comienzo resulta inusual para tratarse de una obra de Esquilo, que solía situar la aparición del coro en un punto más avanzado de la obra, después de un discurso que solía ser recitado por algún personaje secundario.
Es en este momento cuando un mensajero entra en escena, portando las noticias de la derrota en la batalla del ejército persa, así como los nombres de los numerosos generales persas que habían caído. Pese a ello, el rey Jerjes ha conseguido escapar, y se encuentra de regreso. Es entonces cuando comienza una gráfica descripción del transcurso de la lucha hasta su sangriento final. El punto álgido del soliloquio del mensajero cuando cuenta el grito de batalla con el que avanzaban los griegos: 

Adelante, hijos de Grecia. Liberad vuestra patria, a vuestros hijos, a vuestras mujeres, a los templos de vuestros dioses ancestrales, a las tumbas de vuestros antepasados: esta es la batalla por todo ello.

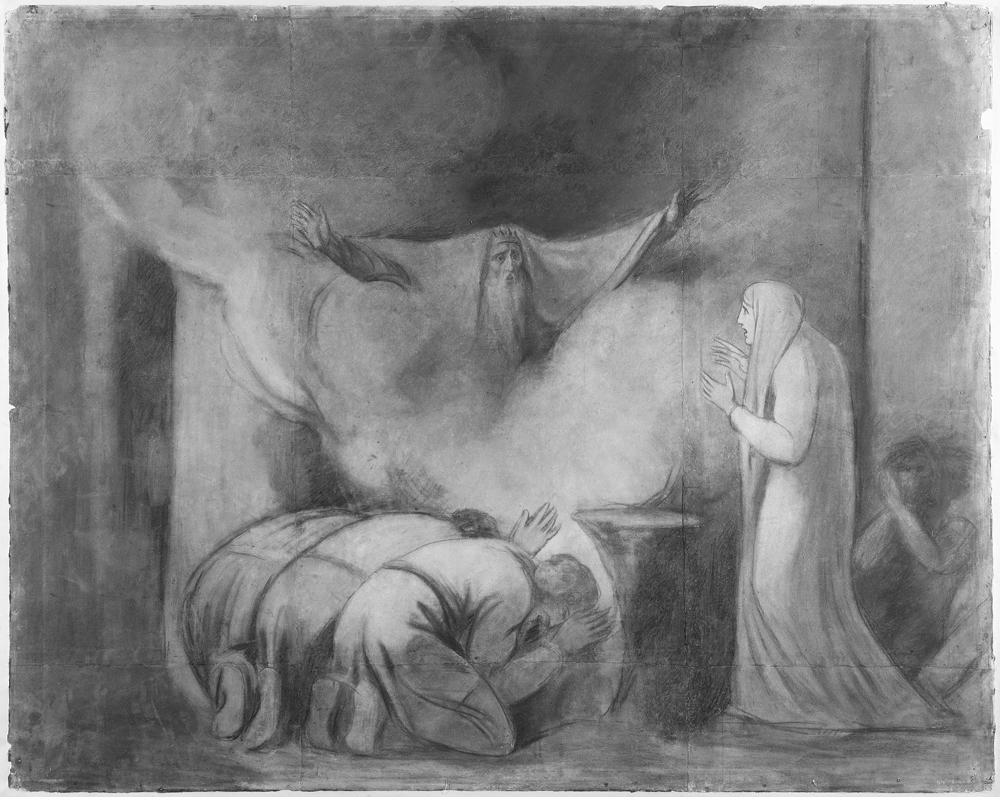
George Romney (1734 - 1802): el fantasma de Darío se aparece a Atosa.

Es entonces cuando Atosa acude a la tumba de su amado esposo, Darío I, quien se le aparece en forma de fantasma, y le explica que el motivo de la derrota persa ha de buscarse en la hibris (desmesura) de Jerjes, que construyó un puente a base de barcos a lo largo del Helesponto, ofendiendo así a los dioses. De esta manera, Esquilo quiere decir que han sido los dioses, más que Atenas, los responsables de la victoria. El fantasma de Darío también alude a la batalla de Platea, otra victoria griega, probablemente anticipando de este modo la tercera obra. Cabe destacar que la aparición en escena de un fantasma en una tragedia griega es algo poco común, pero se conocen otros casos semejantes: 
- En Las euménides, de la Orestíada de Esquilo, aparece el fantasma de Clitemnestra.
- En Hécuba, de Eurípides, aparece el fantasma de Polidoro.

Jerjes I, el héroe trágico de la obra, no aparece hasta el final. Vuelve vencido y avergonzado por la derrota, y no acepta que fue su hibris la que condujo a Persia a ese fatal desenlace. La representación concluye con abundantes lamentos de Jerjes y del coro. Al contrario que la mayor parte de los desenlaces de las tragedias griegas, esta no incluye una peripeteia (punto de inflexión en la que cambia la fortuna del personaje hacia un punto trágico). Jerjes no figura como un rey cuyo destino le depara un giro en su suerte. De hecho acaba aceptando la causa de su derrota (anagnórisis) y termina la obra en una posición más digna que la que tenía al comienzo.

## Valoración
Esquilo no fue el primero que escribió una obra de teatro sobre los persas, pues Frínico había escrito la "Captura de Mileto" en 493 a. C. La obra de Frínico, que se ha perdido, aparentemente se burlaba de los persas y honraba a los griegos a pesar de la victoria persa sobre la revuelta jónica tan solo un año antes en 494 a. C., y fue multado por producir la obra. Esquilo, por su parte, no menciona a ningún líder griego y no hace una obra de propaganda. En lugar de ello, quiere que su público se apiade de los persas, el enemigo al que habían derrotado hacía tan poco tiempo. Lo sorprendente de Los persas es que en ella, la obra de teatro más antigua que se conserva, Esquilo ya domina todas las habilidades de un dramaturgo: la alabanza de su ciudad es sutil, muestra respeto hacia los personajes, hay hondura y matices, y se muestra el autor como un consumado maestro en la creación de tensión dramática y atmósfera, incluso cuando habla sobre acontecimientos totalmente familiares entre el público.

## Recepción y legado
La obra (o, más bien, la tetralogía) ganó las fiestas Dionisias en Atenas en 472 a. C., y volvió a presentarse en Sicilia en el año 467 a. C. (una de las pocas veces que una obra fue reproducida durante la vida del autor). La versión representada en 467 probablemente forma la base de la versión que se conserva, y pudo haber sido ligeramente diferente de la original. Fue popular con posterioridad, durante el Imperio romano y el bizantino, los cuales también combatieron contra los persas.

## Traducciones recientes
- Navarro, J. L., Los persas, Ediciones Clásicas, S.A., 1996
- Perea Morales, B., Los persas; Los siete contra Tebas; Los suplicantes; Prometeo encadenado Planeta-De Agostini, 1996
- Prometeo encadenado; Los persas; Medea, Circe Ediciones, S.A., 1995
- Broch, À. (dir.), Prometeo encadenado; Los persas, Editorial Océano, S.L., 2003
- Prometeo encadenado; Los persas; Medea, Océano Mosby, 2000
- Ramos Jurado, E. Á., Los persas; Los siete contra Tebas; Las suplicantes; Orestea (Agamenón, Las coéforas, Las euménides); Prometeo encadenado, Alianza Editorial, S.A., 2001.
- Perea, Bernardo, Los Persas, en Esquilo, Tragedias, Editorial Gredos, Madrid, 2006.
- García Calvo, A., Los persas (versión rítmica), Editorial Lucina, S.A., 2010.
- Caballero, Pablo A., Los Persas, Editorial Losada, Buenos Aires, 2017.